# Пуэрто-Бельграно
Пуэ́рто-Бельгра́но (исп. Puerto Belgrano) — главная военно-морская база ВМС Аргентины. Расположена близ города Баия-Бланка провинции Буэнос-Айрес в семистах километрах к югу от Буэнос-Айреса.
В Пуэрто-Бельграно расположены арсенал и военные верфи. Вблизи базы расположен лагерь морской пехоты «Батери́ас» (исп. Baterías) и база морской авиации «Команда́нте Эспо́ра» (исп. Comandante Espora). Располагает двумя сухими доками размерами 200,2×25,6×9,9 м и 208,2×34,7×13,1 м.

## История
Строительство военно-морской базы велось под руководством местного инженера Луиса Уэрго. Открытие объекта состоялось 30 ноября 1896 года, база получила название Пуэрто-Милитар (исп. Puerto Militar — военный порт). В 1923-м гавань была переименована в Пуэрто-Бельграно, в честь национального героя Аргентины, участника войны за независимость и создателя аргентинского флага — Мануэля Бельграно.
С количественным и качественным ростом флота росла и база. Во время Первой и Второй мировых войн здесь базировались крупнейшие аргентинские корабли — линкоры американской постройки «Ривадавия» и «Морено», а во время «Холодной войны» авианосцы «Индепенденсия» и «Вейнтисинко де Майо».